# Porfírio
Porfírio de Tiro (em grego clássico: Πορφύριος, Porphyrios), ca. 234 – Roma, ca. 304/309) foi um filósofo neoplatônico conhecido por sua biografia de Plotino e seu papel na edição da obra Eneadas. Porfírio ajudou a popularizar e difundir o neoplatonismo em todo o Império Romano; seu comentário sobre a obra Categorias de Aristóteles, o Isagoge foi traduzido para o latim por Boécio e exerceu grande influência na lógica e na discussão sobre o problema dos universais.

## Vida
Porfírio nasceu em Tiro, na Fenícia (atual Líbano), provavelmente em 234. Segundo Cássio Longino, devemos a ele o nome "Porfírio" pelo qual o conhecemos, o nome verdadeiro de Porfírio era Malco, ou Melech ('Rei') ao que Longino sugeriu Porfírio - significando púrpura - como uma referência tanto ao seu nome quanto suas origens em Tiro. Porfírio menciona que Longino o chamava de Basileu (em grego:  βασιλιάς vasiliás) de Tiro.
Pouco se sabe ao certo sobre sua vida exceto o que pode adquir a partir de seu próprio relato sobre Plotino em sua obra A Vida de Plotino. Antes de vir para Roma estudar com Plotino de 263 até 268, Porfírio estudou com o platônico Cássio Longino em Atenas, em Roma, ele permaneceu por cerca de cinco anos até se converter para a versão de platonismo de Plotino. Seguindo o conselho de Plotino, ele saiu de Roma para a Sicília, a fim de se recuperar de uma crise de depressão em 268, onde supostamente ficou por algum tempo a frente da escola neoplatônica depois da morte de Plotino. Jâmblico e Porfírio foram praticamente contemporâneos e associados, provavelmente em Roma, Jâmblico uniu-se a Porfírio que então contaria com quarenta anos, ou em último caso, Jâmblico interessou-se por seu trabalho por este ser um repositório dos textos e da doutrina de Plotino, claramente o platonista mais relevante da época.
Na época em que Porfírio chegou em Roma em 263, Plotino tinha escrito vinte e uma das obras que foram reunidas por Porfírio na obra Enéadas, o restante das obras de Plotino foram produzidas depois nos oito anos seguintes de sua vida. Casou-se tarde uma mulher mais velha a quem escreveu Carta a Marcela.

## Filosofia

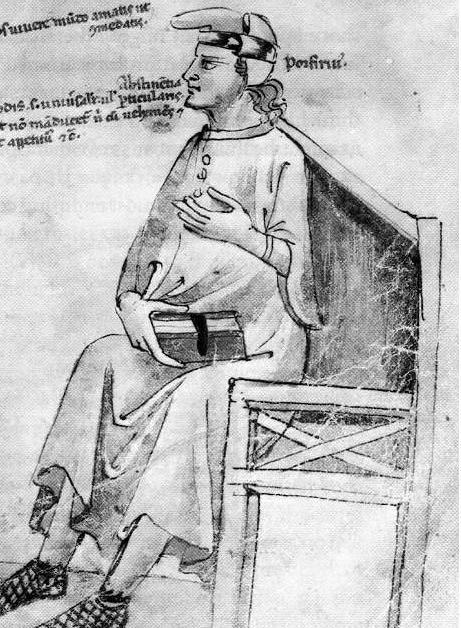
Porfírio retratado no Liber de herbis (s. XIV), de Monfredo de Monte Imperiali

Em sua obra Introductio in Praedicamenta (também conhecida como Isagoge, nome da tradução latina feita por Boécio), um comentário da obra Categorias, de Aristóteles, Porfírio descreve como as qualidades atribuídas às coisas podem ser classificadas, quebrando o conceito filosófico da substância como um genus/espécie do relacionamento. Com isso, Porfírio pôde incorporar a lógica aristotélica ao neoplatonismo, especialmente a doutrina das categorias do ser interpretada nos termos das entidades. Nesse mesmo livro, encontra-se a famosa "Árvore de Porfírio" (Arbol porphyriana), que ilustra sua classificação lógica da substância. Para Porfírio, os conceitos se subordinam, partindo dos mais gerais até chegar aos menos extensos. A Arbol porphyriana deu início ao nominalismo, que animou a filosofia medieval por dez séculos e é uma espécie de antecessora das modernas classificações taxonômicas. Grosso modo, ela pode ser assim esquematizada:
- Substância - Pode ser corporal ou incorporal
  - Corpo - Pode ser animado ou inanimado
    - Vivente - Pode ser sensível ou insensível
      - Animal - Pode ser racional ou irracional
        - Racional - O homem.

Juntamente com Pitágoras, ele também foi defensor do vegetarianismo. Estes dois filósofos, ao lado de Apolônio de Tiana, são os vegetarianos mais famosos da Antiguidade Clássica. Sobre esse tema, escreveu De abstinentia ab esum animalum  (Da Abstinência do Alimento Animal) e De non necandis ad epulandum animantibus (aproximadamente, Da Inadequação da Matança de Seres Vivos para Alimentação), sendo o primeiro livro citado até hoje como referência obrigatória para a literatura vegetariana.
Porfírio escreveu ainda sobre astrologia, religião e teoria musical. Além da biografia de Plotino, foi o autor de uma biografia de Pitágoras (Vita Pythagorae), que não deve ser confundida com o livro homônimo de Jâmblico.

### Contra os Cristãos
Assim como muitos filósofos do Império Romano, Porfírio foi violento opositor do Cristianismo e defensor do Paganismo. Porfírio reconheceu Jesus Cristo apenas como um notável filósofo, mas chegou a escrever uma obra de nome Contra os Cristãos, dividida em 15 livros, dos quais só restam fragmentos.
No décimo segundo livro de Contra os Cristãos, Porfírio criticou o Livro de Daniel, afirmando que este havia sido escrito por um judeu da Judeia durante o reinado de Antíoco IV Epifânio, sendo as partes que contam o passado anterior a Antíoco história (e não profecia) e mas o que se segue depois sendo ficção. Diversos tratados foram escritos contra esta obra, destacando-se os de Eusébio de Cesareia, Sidônio Apolinário, Metódio de Olímpo  e Macarius Magnes, mas nenhum deles sobreviveu integralmente.
Porfírio seguiu as obras históricas de Suctônio Calínico, Diodoro, Jerônimo, Políbio, Posidônio, Cláudio Téo e Andrônico Alípio. Segundo Porfírio, as duas últimas bestas, identificadas por Jerônimo de Estridão como a Macedônia e Roma, são identificadas por Porfírio como o império macedônico, sendo o leopardo Alexandre e a besta diferente de todas como os quatro sucessores de Alexandre. Em seguida, Porfírio lista os dez reis sucessores de Alexandre, mas compondo a lista a partir de reis de vários reinos, como Macedônia, Egito e Síria. A boca que fala profanidades é Antíoco Epifânio, e não o Anticristo, o pequeno chifre é igualmente Antíoco Epifânio, e os três chifres que surgiram dos dez chifres teriam sido Ptolemeu VI Filómetor, Ptolemeu Evérgeta e Artaxias I. Os dois primeiros morreram antes de Antíoco, mas Artaxias lutou contra Antíoco, mantendo, porém o seu reino. Porfírio também errou ao dizer que Dario, que foi derrotado por Alexandre, era o quarto rei, pois era o décimo-quarto rei após Ciro, o Grande.
Porfírio interpretou a profecia da ressurreição dos mortos como sendo o reaparecimento de Matatias e Judas Macabeu: eles haviam se escondido, com vários outros judeus, em cavernas e em buracos nas rochas, e emergiram depois da vitória dos judeus, sendo isto identificado metaforicamente como a ressurreição dos mortos.

## Obras
Amplamente considerado pelos antigos, bem como estudiosos atuais como um dos mais formidáveis críticos pagãos do Cristianismo, muitas de suas obras foram em grande parte perdidas.
- Vida de Plotino, em latim Vita Plotini, obra intacta,[18]
- Vida de Pitágoras, em latim Vita Pythagorae, obra intacta[18]
- Carta à Marcela, em latim Ad Marcellam, obra intacta[14][18]
- Da abstinência de comer alimento de animais, em latim De abstinentia ab esum animalum,[18] obra intacta
- Contra os cristãos, em latim Adversus christianos, apenas fragmentos
- Deliberações que conduzem ao inteligível, do latim Sententiae ad intelligibilia ducentes), ou apenas Sententiae, obra intacta[18]
- Eisagoge[18]
- Da caverna das ninfas, do latim De antro nympharum, uma interpretação neoplatônica filosófica e alegórica de Homero[18]
- Comentários sobre as obras Categorias[17] de Aristóteles e Harmônicas de Ptolomeu
- Filosofia dos oráculos, apenas fragmentos[18] ou Do retorno da alma, em latim De regressu anima, apenas fragmentos,[18] obras consideradas as mesmas por alguns historiadores[19]
- Indagações várias, apenas fragmentos[18]

### Traduções para o português
Isagoge: introdução às Categorias de Aristóteles. Lisboa: Guimarães Editores, 1994 (ISBN 972-665-385-1). Tradução, prefácio e notas de Pinharanda Gomes.
___________. São Paulo: Attar Editorial, 2002 (ISBN 85-85115-15-7). Tradução, introdução e comentários de Bento Silva Santos.